# Hamburg (Schiff, 1926)

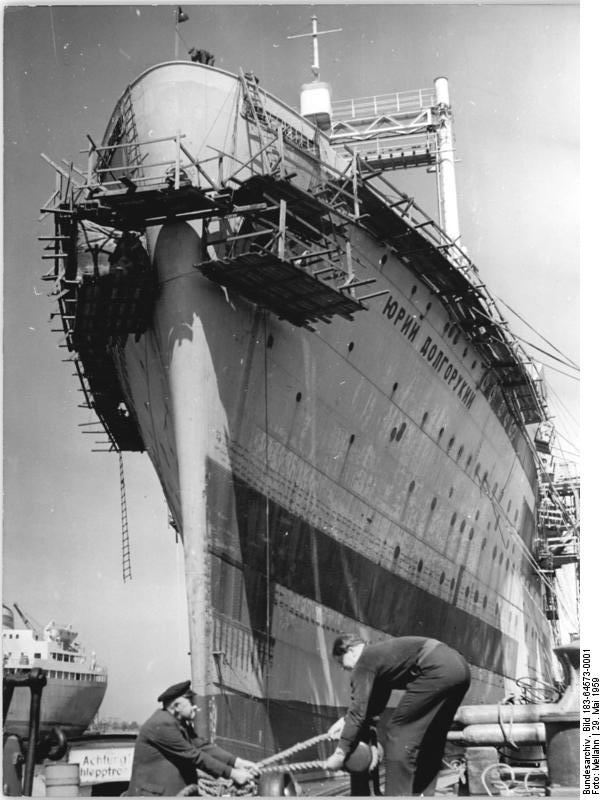
Bereits als Juri Dolgoruki

Die Hamburg war ein deutsches Passagierschiff, das ab 1926 im Liniendienst der Hamburg-Amerika Line (HAPAG) auf dem Nordatlantik eingesetzt wurde. Im März 1945 sank das Schiff nach einem Flüchtlingstransport durch einen Minentreffer vor Saßnitz.
1950 wurde das Schiff gehoben und zu einem Walfangmutterschiff umgebaut. Die ehemalige Hamburg wurde 1960 als Juri Dolgoruki von der Warnow-Werft an die Sowjetunion abgeliefert und blieb bis 1976 im Einsatz.

## Geschichte
Gebaut wurde der Passagierdampfer 1925/26 unter der Baunummer 473 bei der Hamburger Werft Blohm & Voss als drittes Schiff der Albert Ballin-Klasse. Der Stapellauf fand am 14. November 1925 statt. Abgeliefert wurde die Hamburg am 27. März des folgenden Jahres, die Jungfernfahrt nach New York begann am 9. April 1926. Bis Mitte des Jahres war der Kommodore Thomas Kier Schiffskommandant.
Das Schiff wurde auf der Nordatlantikroute eingesetzt, auf der die Schwesterschiffe Albert Ballin seit 1923 und Deutschland seit 1924 schon im Einsatz waren. 1927 kam als viertes Schiff noch das letzte Schiff der Klasse, die New York, hinzu. Die Hamburg konnte etwa 950 Passagiere aufnehmen, hatte eine maximale Maschinenleistung von 14.000 PSw und erreichte wie ihre Schwesterschiffe eine Dienstgeschwindigkeit von 16 Knoten (kn).
Die Hamburg wurde 1929/30 als erstes der Schwesterschiffe mit leistungsstärkeren Dampfturbinen ausgerüstet. Die alten Turbinen wurden generalüberholt für andere HAPAG Schiffe, wie etwa dem Frachtdampfer-Neubau Nordmark, verwandt. Die Passagierdampfer erhielten eine neue Hochdruck-Kesselanlage und neue Turbinen, deren Höchstleistung 29.000 PSw betrug. Damit konnte die Dienstgeschwindigkeit auf 19 kn erhöht werden. Bei dem Umbau wurde das äußere Erscheinungsbild durch kurze, gedrungene Schornsteine verändert und die Passagiereinrichtung verbessert. Von Oktober bis Dezember 1933 wurde die Hamburg als erstes Schiff der Klasse durch ein Vorschuhen des Vorschiffs um etwa 12 Meter verlängert. Die Schornsteine wurden wieder verlängert, die Passagiereinrichtung erneut verbessert, für nunmehr über 800 Passagiere. Mit der neuen Rumpfform war eine Höchstgeschwindigkeit von 21,5 kn möglich. Die Plangeschwindigkeit blieb allerdings bei 19,2 kn.
Beide Maßnahmen sollten die Schiffe konkurrenzfähiger machen. Der wirtschaftliche Erfolg blieb aber aus. Zwar konnten die Schiffe jetzt sicher eine Plangeschwindigkeit von 19 Knoten halten, ihnen fehlte aber der Flair der Bremer Schnelldampfer Bremen und Europa. Erheblich erfolgreicher war das Schiff als Kreuzfahrtschiff für amerikanische Kunden. Ihre erste Kreuzfahrt begann am 31. Januar 1931 in New York und ging für 70 Tage in das Mittelmeer und den Orient. Während des Nordatlantikdienstes machte die Hamburg zwischen den Reisen häufig viertägige Kreuzfahrten zu den Bermudas. So startete sie auch am 31. Dezember 1937 eine Neujahrsfahrt zu diesem Ziel.
Ab 1938 wurde es noch schwieriger, die deutschen Passagierschiffe auszulasten, da seit dem Anschluss Österreichs zunehmend Boykottmaßnahmen gegen deutsche Schiffe griffen.

### Kriegseinsatz
Im Zweiten Weltkrieg verwendete man die Hamburg zunächst als Wohnschiff einer U-Boot Ausbildungseinheit in Gotenhafen. Im Zuge der Evakuierung der deutschen Ostgebiete lief das Schiff am 5. März 1945 mit etwa 10.000 Flüchtlingen an Bord auf ihrer dritten Reise nach Westen Sassnitz an und gab die Flüchtlinge an Land. Am 6. März griff die britische Royal Air Force den Fährhafen und die Schiffe auf Reede mit Lancaster-Bombern an. Da der Kapitän einen weiteren Angriff befürchtete, verlegte er am Morgen des 7. März sein unbeschädigtes Schiff seewärts und lief dabei auf eine Mine. Die Hamburg kenterte etwa 1,5 Seemeilen nordöstlich von Sassnitz in der dort 18 Meter tiefen Ostsee. Todesopfer waren nicht zu beklagen.

## Walfangmutterschiff

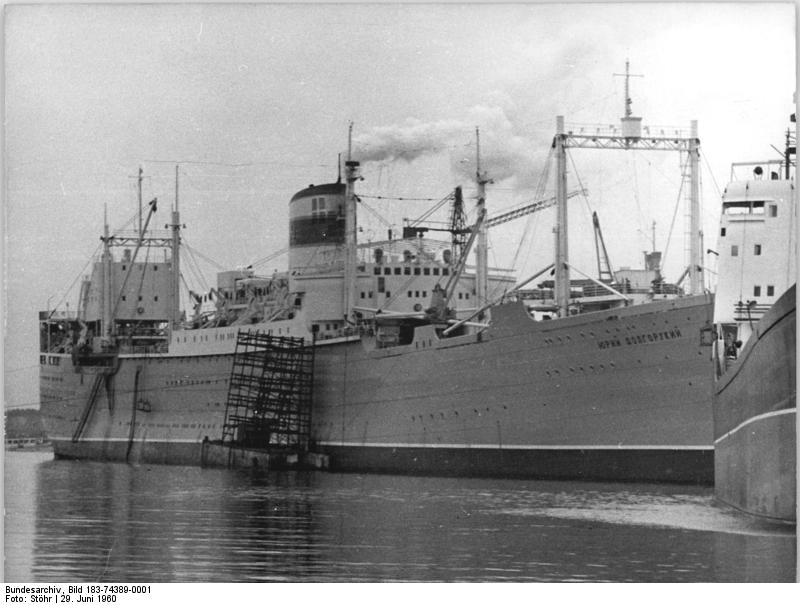
Ausrüstung der Juri Dolgoruki

Das Schiff wurde 1950 gehoben und sollte für die Sowjetunion wieder aufgebaut werden als „sozialistische Gemeinschaftsarbeit der Werktätigen der Werftindustrie der DDR“. Am 7. November des Jahres brachte man das Wrack zur Warnowwerft, um es für eine Überführung nach Belgien vorzubereiten. Dort wurde der Rumpf des Schiffes bei der Cockerill-Werft in Antwerpen weiter instand gesetzt und kehrte am 3. Dezember 1951 nach Rostock zurück. Es war geplant, das inzwischen auf den Namen Juri Dolgoruki getaufte Schiff wieder als Passagierschiff aufzubauen.
Gleichzeitig setzte die Werft das Schwesterschiff Albert Ballin instand, das 1949 vor Warnemünde gehoben worden war. Auch ihr Rumpf war bei Cockerill von August 1950 bis zum Juni 1951 repariert worden. Ab Ende 1955 diente die ehemalige Albert Ballin (ab 1935 Hansa) als Sowjetski Sojus erst im Schwarzen Meer und ab 1957 im Fernen Osten unter sowjetischer Flagge. Als weiteres Passagierschiff baute die Warnow-Werft noch die ehemalige Berlin als Admiral Nachimow wieder auf.

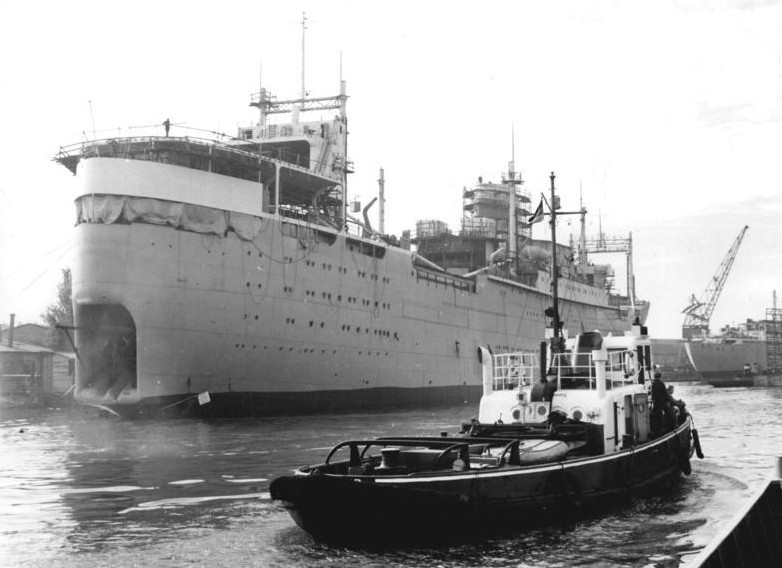
Heckansicht der Juri Dolgoruki

1955 änderte man jedoch die Pläne hinsichtlich der Hamburg und baute das Schiff bis zum Beginn der Erprobungen im Oktober 1959 zum Walfangmutterschiff um. Am 12. Juli 1960 schließlich wurde das Schiff unter Beibehaltung des Namens Juri Dolgoruki (25.377 BRT) an seine Eigner übergeben und ging in Einsatz ins Südpolarmeer. Ihr Heimathafen wurde Kaliningrad. In den folgenden Jahren verarbeitete man auf der Juri Dolgoruki pro Fangsaison jährlich zwischen 1400 und 2200 Wale. Sie arbeitete dabei mit der Slava (ehemals Wikinger / Vikingen, seit 1946 als erstes sowjetisches Fabrikschiff im Südpolarmeer eingesetzt) und zwei 32 024 BRT großen Fabrikschiff-Neubauten (Sovetskaya Ukraina – ab 1959 im Einsatz, Sovetskaya Rossia – ab 1961 eingesetzt) und bis zu 70 Fangbooten zusammen. Obwohl Unterzeichner des Internationalen Übereinkommens zur Regelung des Walfangs sollen die Zahlen der tatsächlich durch sowjetische Schiffe getöteten Wale die der Internationalen Walfangkommission (IWC) gemeldeten Zahlen weit übertroffen haben.
1976 wurde das Schiff außer Dienst gestellt und im Folgejahr in der UdSSR abgewrackt.